# Seat CoupeSport "Bocanegra"
Pour les articles homonymes, voir Bocanegra (homonymie).
Le 4 mars 2008, SEAT présente au salon de Genève 2008, le concept-car nommé CoupeSport "Bocanegra". Elle présente le nouveau style de SEAT.
La Seat Sportcoupé Bocanegra est le premier concept « réaliste » du nouveau patron du design à Martorell, le Belge Luc Donckerwolke. Luc Donckerwolke en effet après avoir présenté le concept-car Tribu au salon de Francfort en 2007, qui n'avait été qu’une étude de style, dévoile donc le « SportCoupé » Bocanegra à Genève. Ces deux prototypes incarnent d'une façon de plus en plus claire la nouvelle identité stylistique de Seat, le dernier laissant par ailleurs entrevoir les lignes de la future Seat Ibiza. Pour ce concept SEAT a voulu un véhicule associant sportivité, émotion et performance. Bocanegra signifie « bouche noire » en espagnol. La Seat Bocanegra arbore en effet une face avant façon « grande gueule » toute de noir vêtue. L'analogie avec le monde du vivant ne s'arrête pas là, puisque les optiques et même les feux arrière singent des yeux de félin. Mais l'évolution du design Seat ne s'arrête pas à ces détails. Luc Donckerwolke a également rectifié d'un coup de crayon sec la « ligne dynamique », comme on l'appelle les ingénieurs SEAT, ce pli de tôle qui s'étire sur le flanc de la caisse. Elle est composée d'un moteur 1.4 biturbo à technologie TSI associé à une boîte de vitesses DSG à sept rapports avec palettes au volant. Ce concept-car sera très proche des versions sportives "Cupra" et "FR" de la prochaine SEAT Ibiza promet on chez SEAT.